# El Paraíso Nuevo Milenio
El Paraíso Nuevo Milenio är en ort i Mexiko.   Den ligger i kommunen Motozintla och delstaten Chiapas, i den sydöstra delen av landet, 900 km sydost om huvudstaden Mexico City. El Paraíso Nuevo Milenio ligger 719 meter över havet och antalet invånare är 301.
Terrängen runt El Paraíso Nuevo Milenio är bergig åt sydost, men åt nordväst är den kuperad. El Paraíso Nuevo Milenio ligger nere i en dal. Runt El Paraíso Nuevo Milenio är det ganska tätbefolkat, med 78 invånare per kvadratkilometer. Närmaste större samhälle är Motozintla de Mendoza, 15,5 km nordost om El Paraíso Nuevo Milenio. I omgivningarna runt El Paraíso Nuevo Milenio växer i huvudsak städsegrön lövskog.